# Ayalon Tower
Pour les articles homonymes, voir Ayalon (patronyme).
La Ayalon Tower est un gratte-ciel de bureau construit à Ramat Gan dans l'agglomération de Tel Aviv en Israël de 2000 à 2009.
L'immeuble a été construit en 2 phases. Dans un premier temps seuls 17 étages ont été construits à cause de la faible demande pour des surfaces de bureaux. Cette phase a été terminée en 2003. Ensuite une deuxième phase de 21 étages a été construite à partir de 2006.
L'immeuble a la plus importante couronne architecturale des gratte-ciel israéliens. L'immeuble est recouvert de granite gris et de verre hautement réflectif.
La banque Otzar HaChayal loue 50 % de la tour et y a son siège.
La surface de l'emplacement de la tour est de 5 000 m2, et la surface moyenne de chaque étage est de 1 000 m2.
Les architectes sont les agences israéliennes Cahana Architects et Barely Levitzky Kassif Architects